# Масиків
Ма́сиків —  село в Україні, у Шосткинській міській громаді Шосткинського району Сумської області. Населення становить 59 осіб. Колишній орган місцевого самоврядування — Воронізька селищна рада.

## Географія
Село Масиків розміщене на правому березі річки Осота, вище за течією на відстані 2 км наявне смт Вороніж, нижче за течією на відстані 1 км розташоване село Клишки.

## Символіка
На гербі зображено осот на жовтому тлі та сова на зеленому. Між ними знизу жовто-синій козацький хрест. Осот вказує, що село знаходиться на березі річки Осота. Сова символізує Воронізький ботанічний заказник, а також близькість до Воронежа де на гербі зображена інша пташка - ворона. Козацький хрест - село козацьке. Чорна смужка - торфові поклади.

## Населення
Згідно з переписом УРСР 1989 року чисельність наявного населення села становила 92 особи, з яких 39 чоловіків та 53 жінки.
За переписом населення України 2001 року в селі мешкало 59 осіб.

### Мова
Розподіл населення за рідною мовою за даними перепису 2001 року:
| Мова       | Кількість | Відсоток |
| ---------- | --------- | -------- |
| українська | 58        | 98.31%   |
| російська  | 1         | 1.69%    |
| Усього     | 59        | 100%     |

## Пам'ятки
- Поряд знаходиться Воронізький ботанічний заказник